# Bruno Lüdke
Bruno Lüdke (Köpenick, Berlim, Império Alemão; 3 de abril de 1908 - Viena, Marca Oriental, Alemanha Nazista; 8 de abril de 1944) foi um assassino em série alemão que, segundo se crê, teria assassinado mais de 80 pessoas. Apesar de que é comumente considerado como o assassino em série mais mortífero da Europa continental, alguns criminólogos têm posto em dúvida a magnitude de sua actividade, alegando que muitos de suas confissões foram forçadas pela polícia para solucionar casos.

## Biografia

### Infância e pré-assassinatos
Bruno nasceu em 3 de abril de 1908 em Köpenick, um povoado perto de Berlim, sendo o quarto filho de Otto e Emma Lüdke. De pequeno recebeu um traumatismo cranial que limitou suas faculdades mentais.
Ingressou à escola pública de Köpenick em 1914, mas para 1919 os professores de Lüdke se aperceberam das dificuldades de aprendizagem que Lüdke apresentava, razão pela que foi enviado a uma escola para jovens com problemas de aprendizagem. No entanto em 1922 o adolescente retirou-se de classes para trabalhar na lavanderia de sua família.
Depois do falecimento de seu pai por causa de um câncer de laringe, em 1937, Bruno viu-se obrigado a encarregar do trabalho pesado do negócio familiar. É a partir de 1938 que o jovem Lüdke começa a ter problemas com a polícia local, várias pessoas se queixaram do maltrato deste para o cavalo que atirava a carreta da lavanderia. Ao que parece Lüdke açoitava o animal com muita força. Finalmente, depois de vários estudos médicos realizados pela polícia, demonstrou-se que podia manejar sua carreta sem problemas apesar de não saber se localizar no espaço tempo.

### Primeiras acusações e posterior investigações
Em 29 de janeiro de 1943, uns meninos encontraram o cadáver de Frieda Rössener, uma viúva de 59 anos que tinha sido estrangulada, violada e posteriormente roubada. Cedo a polícia local de Köpenick enviou um reporte a Berlim e formou-se um grupo de três detectives para encarregar do homicídio. O trio estava compreendido pelo criminólogo Heinz Franz e os pesquisadores Jachode e Mahnke que no mesmo dia chegaram à cena do crime e depois de fazer perguntas aos locais descobriram que um homem com atraso mental e roupas de operário passeava pelo lugar com frequência. Os oficiais de Berlim cedo compreenderam que se tratava de Bruno Lüdke, o gigante do povo a quem a gente apelidava tonto ou bruto. O detective Franz prendeu Bruno quando se deu conta que tinha manchas de sangue em sua roupa, ao lhe perguntar sobre isto, o gigante disse que era de uma galinha. O pesquisador recordou que na cena do crime tinha plumas de dito animal e cedo prendeu Bruno em 18 de março de 1943.
Após ser detido só Franz interrogou a Lüdke, ao pouco tempo se deu conta que as respostas de Lüdke serviriam para que o criminólogo possa continuar com a investigação a sua maneira. No interrogatório declarou:
Na medida que a investigação progredia, Franz descobriu que se acercava a Lüdke de uma maneira amável, o gigante dar-lhe-ia toda a informação que suas perguntas revelem. Cedo as investigações de Franz descobriram que Lüdke era o responsável por estrangular e violar  51 mulheres num período que se estendia entre 1928 e 1943. Durante o longo período que lhe interrogaram apareceram os nomes de algumas vítimas como Käthe Mundt, Bertha Schulz e a família Umann. Esta nova informação surpreendeu Franz como nenhum dos habitantes assinalava Bruno como o assassino e não tinha reportes de algumas das mortes. De imediato o criminólogo pesquisou os casos destas vítimas.
A verdade destes crimes mudou quando se leram os registros policiais de Berlim nos que se descobriu que Heinz Franz já sabia dos assassinatos de Mundt, Schulz e os Umann. O acusado possivelmente somente "confessava" o que o detective queria escutar e quando se mencionava outra vítima Lüdke "recordava" a ter assassinado também, como sucedeu no interrogatório da família Umann, onde Bruno não disse nada sobre a senhora Gutermann que tinha sido assassinada dois dias antes de quando Lüdke matasse a todos os Umann. Meses mais tarde quando Franz lhe perguntava ao assassino sobre a senhora Gutermann, o gigante "recordou" a ter matado, no entanto não podia dar informação correcta de onde o tinha feito.
Em ocasiões Lüdke afirmava ter matado em Munique, Hamburgo e até em Berlim, mas quando era levado aos estados onde tinha assassinado, era óbvio que o homem não sabia onde estava.

### A sentença
Quando o relatório dos assassinatos cometidos por Lüdke chegou ao escritório de Heinrich Himmler, Comandante em Chefe das SS, ordenou pesquisar profundamente o caso porque era impossível que uma pessoa possa cometer tais atrocidades durante o mandato do Terceiro Reich. Além disto a população alemã acordaria ante um regime que se preparou para a guerra e não para governar.
Não lhe tomou muito a Himmler se dar conta que Lüdke estava a responder por crimes que era possível que não tivesse cometido. Finalmente para apaziguar à imprensa e às outras agências policíacas levaram a Bruno aos lugares dos crimes. 	
Numa das reconstruções dos factos e, enquanto era transladado em automóvel pelo crime que tinha cometido, se adentraram no bosque de Köpenich quando, de repente, o acusado disse: "os senhores passaram-se de lugar". O condutor deu marcha atrás, os oficiais tiraram-lhe as algemas de Bruno e pediram-lhe que indicasse o lugar onde tinham ocorrido os factos. Sem duvidar um instante, caminhou entre as árvores e assinalou um lugar. Depois, disse: "Aqui encontrei-a, aqui golpeei-a, aqui estrangulei-a, aqui violei-a".
Bruno não pôde ser indiciado por estrangular e violar suas vítimas, pela cláusula 51 que dizia que uma pessoa com deficiências mentais não era responsável por seus actos. No entanto foi usado como porquinho-da-índia em várias instituições mentais e hospitais. Como castigo foi castrado e executado por injeção letal numa prisão policial de Viena o 8 de abril de 1944. Em 26 de abril de 1944, colocado o Registro Civil em Viena, realiza-se um certificado de morte para Lüdke, sendo a causa de morte a seguinte: "degeneração do músculo cardíaco, alargamento do ventrículo direito, a paralisia do coração ".

### Pós - morte
Em 1957, estreou-se o filme Nachts, wenn der Teufel kam (O diabo veio por noite). A história sustenta a imagem de Lüdke como um dos piores assassinos em série de Alemanha. As tentativas de reabrir o caso pelos membros da Kriminalrat (Divisão de assuntos internos de Alemanha) não produziu nenhum resultado. A verdadeira natureza dos 51 assassinatos fica sem resolução até hoje.
No entanto em 1995 o comissário neerlandés, Jan Blaauw, interessou-se no caso e pesquisou os relatórios originais da polícia. Encontrou-se incoerências. Assim mesmo, expressou seu incredulidade de que um quase analfabeto, que uma vez que ficou capturado por roubar uma galinha, poderia evadir às autoridades durante quase 20 anos. Mas ainda se se toma o contexto histórico da Alemanha dessa época, onde governava o Terceiro Reich e era impossível que alguém cometesse tais crimes e mais ainda se se toma em conta a distância entre as cidades dos crimes.